# بخش بکوفسکی
بخش بکوفسکی (به لاتین: Bekovsky District) یک منطقهٔ مسکونی در روسیه است که در استان پنزا واقع شده‌است.